# Серенгети (порода кошек)
Серенгети (англ. Serengeti cat) — порода домашних кошек, полученная в результате поэтапного скрещивания бенгальской кошки, ориентальных кошек окраса табби, абиссинских кошек и европейских короткошерстных «дикого» окраса, также в породу примешивались мейн-куны. Основу породы Серенгети составляют именно бенгальские кошки.
Порода была представлена в 1994 году её создательницей Карен Саузман. Целью работы Саузман было создание породы домашней кошки, фенотипически максимально приближенной к сервалам, виду диких кошек, проживающих в Африке.
В результате племенной работы было получено поголовье кошек, максимально близко соответствующее поставленной задаче, при этом в геноме этих кошек абсолютно не были задействованы гены диких кошек.
Порода получила свое название в честь национального парка Серенгети, места, где в природе обитает наибольшее количество сервалов.
На данный момент порода признана как экспериментальная только в ассоциации TICA.
Количество кошек этой породы во всем мире составляет несколько сотен.

## Внешний вид
Серенгети является одной из самых крупных пород кошек. Коты этой породы могут достигать веса 15 кг, кошки весят 8-10 кг.
Серенгети обладают самыми длинными лапами среди всех пород кошек. За счет длины лап в холке эти кошки зачастую выше, чем мейн-куны.
Главной породной особенностью внешнего вида кошек породы серенгети можно назвать выраженное сходство с дикими кошками сервалами. Эти кошки обладают мускулистым телом на длинных стройных лапах, вытянутой шеей с высоко поставленной головой и большими ушами.
Короткая шерсть окрашена во все варианты окраса Табби. 

### Стандарт породы (рабочая версия федерации TICA)
Голова в форме модифицированного клина, вытянутая, равномерно расширяющаяся от носа к ушам. Скулы и щёчные подушки не выделяются. Профиль прямой. Подбородок сильный, но не тяжёлый. Нос большой, в тон шерсти, часто с чёрной окантовкой. Шея длинная, сильная, стройная, расширяется от головы к телу.
Уши являются одним из определяющих породных признаков, они всегда очень большие, по длине равны или чуть меньше длины морды. Вертикально поставлены, высоко расположены на затылке, близко друг к другу, концы ушей сведены внутрь, что придает кошке выражение настороженности. Ушная раковина широкая, глубокая, с толстым основанием и закруглённым кончиком. Желательно наличие пятна сзади уха.
Глаза большие, круглые, близко посажены. Допустимые цвета - золотистый, светло-зелёный, ореховый, светло- медный. Цвет глаз должен быть насыщенным и гармонировать с окрасом.
Тело длинное, мускулистое, с прямой линией спины.
Бёдра и плечи одной ширины. Ноги очень длинные, сильные и мускулистые. Лапы овальные, плотно собранные, гармоничные. Хвост значительно длиннее, чем у остальных пород кошек. Хвост при этом широкий у основания, сужающийся к концу, кончик округлый, обязательно чёрного цвета 
Шерсть короткая, густая, гладкая, с шелковистым отливом. Покровный волос хорошо выражен, жёсткий, подшёрсток короткий, почти не выражен.
Окрас - пятнистый (Табби) в  любых вариантах.
Хвост всегда имеет окраску в кольцевых полосках. 
Пятна контрастные, одноцветные, расположены беспорядочно. Подбородок и нижняя часть живота — светлые, на ушах с внешней стороны желательно характерное пятно, имеющее сходство с отпечатками пальцев.

## Характер
Кошки породы серенгети активны, любознательны, не склонны к трусости. Любят подвижные игры, игривы, разнообразные звуковые игрушки и снаряды для лазанья, склонны к лазанью, имеют привычку забираться на верхние  полки, на шкафы.
Серенгети общительны, с трудом переносят одиночество и отсутствие внимания к ним. Эти кошки стремятся к постоянному контакту с человеком, при недостатке внимания склонны настойчиво лезть на руки.
Не всегда спокойно уживаются с другими домашними питомцами в силу активного характера. У серенгети выражены территориальная и социальная привязка и склонность устанавливать иерархические отношения, что часто приводит к конфликтам с другими кошками. Также нужно учитывать развитый охотничий инстинкт у этой породы, содержание их в одном доме с мелкими грызунами может быть небезопасным.
Серенгети обладают большой тягой к прогулкам и изучению территории за пределами дома, при этом с возрастом это стремление не проходит. Эту особенность характера данной породы важно учесть при оборудовании жилища, в котором будет обитать кошка.

## Особенности ухода
Специфический уход кошкам данной породы не требуется. С гладкой шерстью питомца нет особых проблем.
Свойственных породе специфических проблем со здоровьем пока не выявлено, в том числе потому, что данная порода довольно молода.
Однако стоит учитывать, что это крупные и быстро растущие кошки, поэтому котёнок в момент взросления и роста должен быть обеспечен сбалансированным рационом с большим количеством кальция, фосфора и белка, а так же должен иметь возможность много и разнообразно двигаться для правильного развития опорно-двигательного аппарата.

## Условия содержания
Некоторые заводчики также отмечают склонность Серенгети к развитию у них камней в почках, это важно учесть при подборе питания для этих кошек.
Серенгети, как и бенгальская кошка, не против прогулок на свежем воздухе. Лучше всего для этого приобрести специальную шлейку и поводок – так вы сможете всегда контролировать питомца и сделать прогулки безопасными.